# Молодіжна наукова рада при Науково-дослідному інституті соціально-економічного розвитку міста

## Молодіжна наукова рада при НДІРоМ
Молодіжна наукова рада — дорадчо-ініціативний орган, створений при КНДУ «Науково-дослідний інститут соціально-економічного розвитку міста» (НДІРоМ) у Києві у 2024 році. Основна мета ради — залучення молоді до розробки та реалізації соціальних, інклюзивних і підприємницьких ініціатив, спрямованих на розвиток столиці України.

## Історія
Раду створено в 2024 році як інструмент залучення київської молоді до дослідницьких і соціальних ініціатив у межах діяльності НДІРоМ. Ініціатива стала частиною стратегії міста з розвитку інноваційної екосистеми та соціальної участі молоді.

## Основні напрями діяльності
Молодіжна наукова рада бере участь у низці проєктів, спрямованих на розвиток інклюзії, підприємництва та громадської активності:
Інклюзивний комікс — створення першого в Києві інклюзивного коміксу, що популяризує тему рівності та доступності для осіб з інвалідністю.
Конференції «PRO:Київ» — організація публічних обговорень щодо розвитку урбаністики, комфортного середовища та культурної спадщини міста.
Міська цільова програма «Молодь та спорт столиці» — участь у розробці програми в межах ініціативи USAID «Мріємо та діємо», реалізованої IREX, спрямованої на підтримку активного способу життя молоді.
Програма EU4Youth «Відновлення через соціальне підприємництво» — менторський супровід молодих підприємців, які пройшли акселерацію від Junior Achievement Ukraine. Представники ради виступили наставниками студентських проєктів, 15 з яких увійшли до національного фіналу.

## Відзнаки
У липні 2024 року НДІРоМ отримав відзнаку за підтримку молодих соціальних підприємців. Почесну нагороду вручили від імені Київського міського голови за активну участь у програмі EU4Youth. Окреме визнання отримав директор інституту Сергій Павловський за особистий внесок у підтримку молодіжних ініціатив.

## Значення
Діяльність Молодіжної наукової ради сприяє формуванню сприятливого середовища для розвитку молодіжної активності в Києві. Орган об’єднує науковий підхід із практикою соціального проєктування та відіграє роль у реалізації міських стратегій інноваційного розвитку.